# سبخة سيدي الهاني
سبخة سيدي الهاني هي سبخة تقع في ولاية سوسة على الحدود مع ولايتي المهدية والمنستير، في الوسط الشرقي التونسي، جنوب غربي مدينة سوسة.

## معرض صور

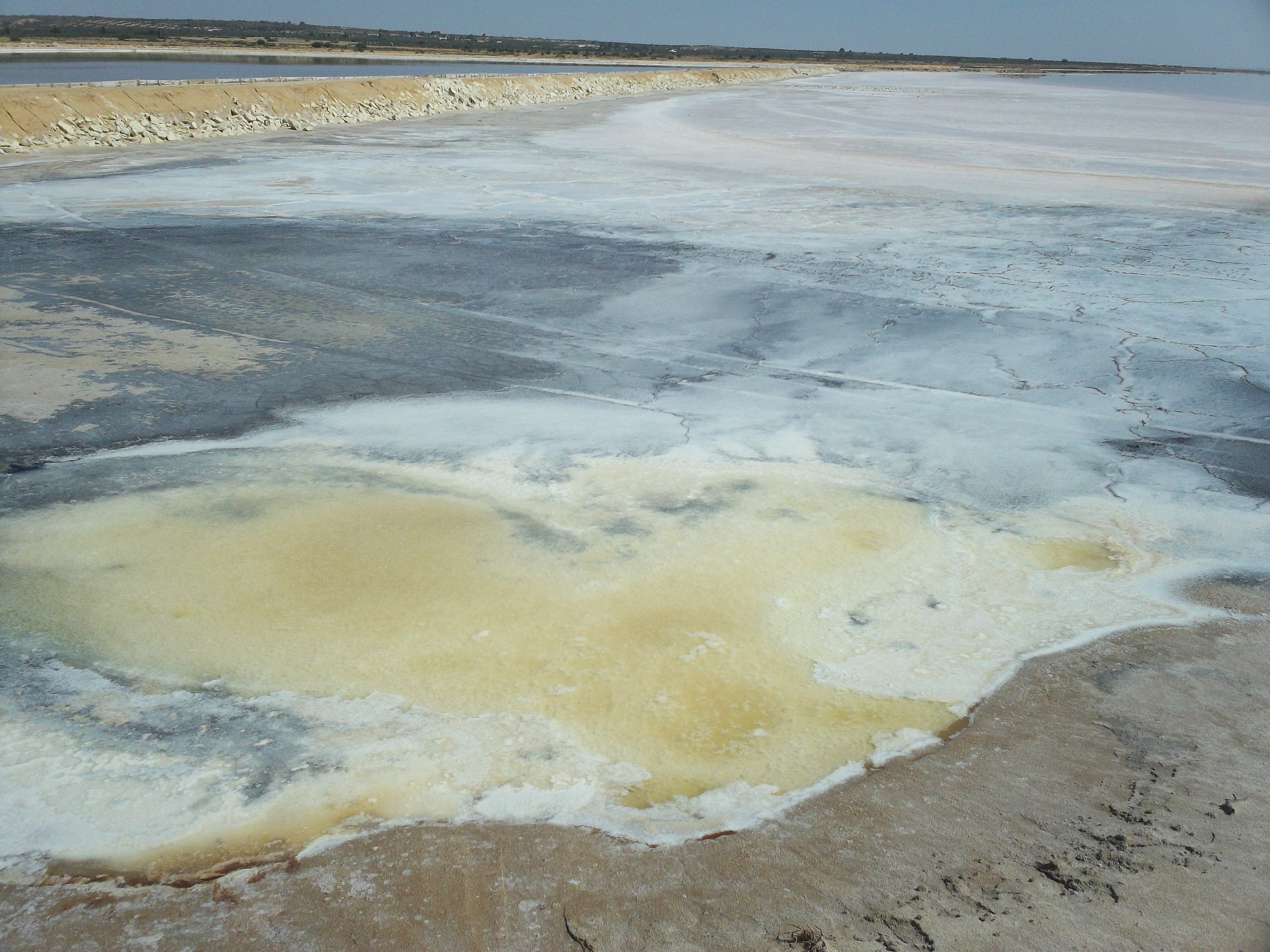
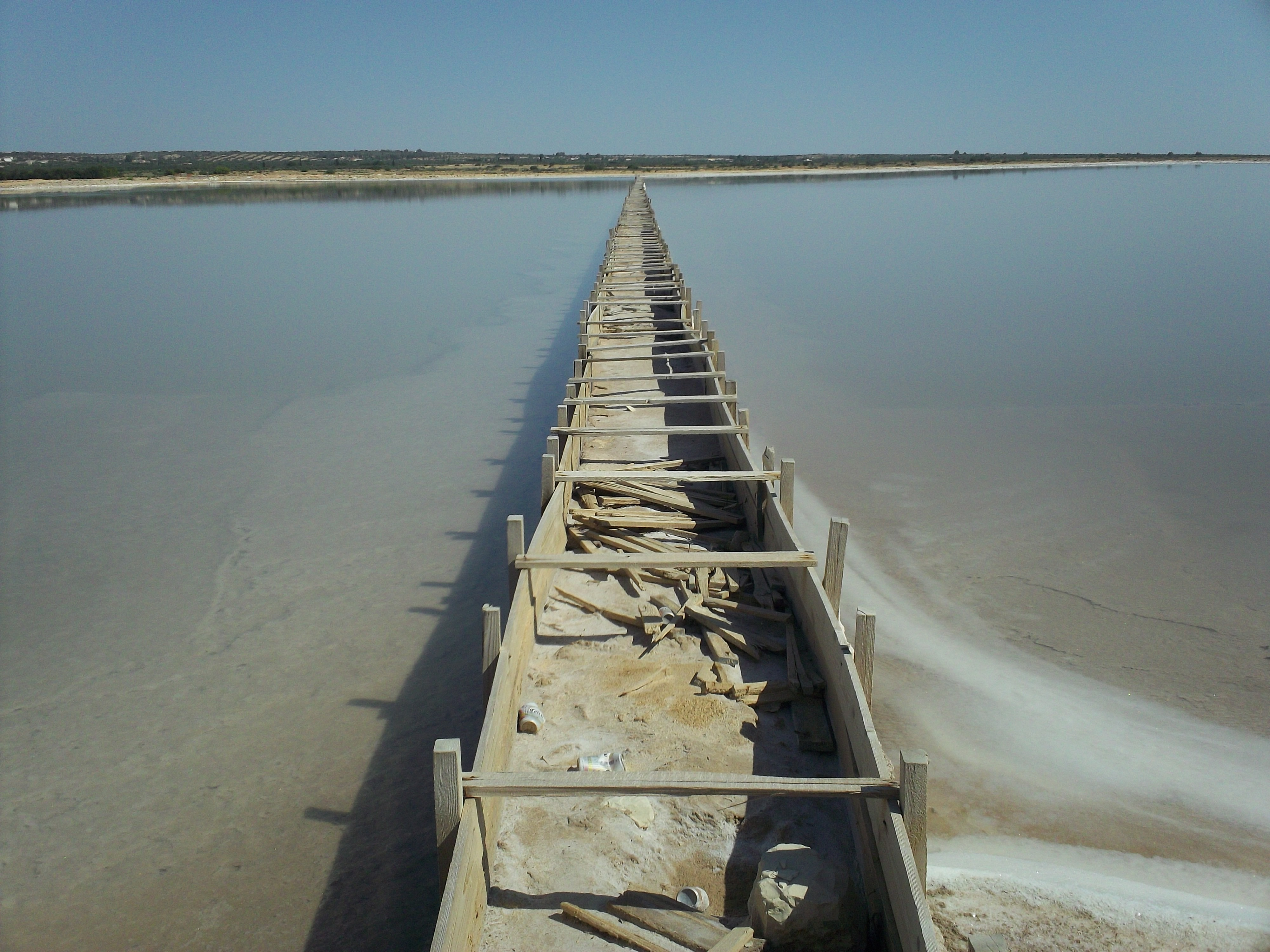
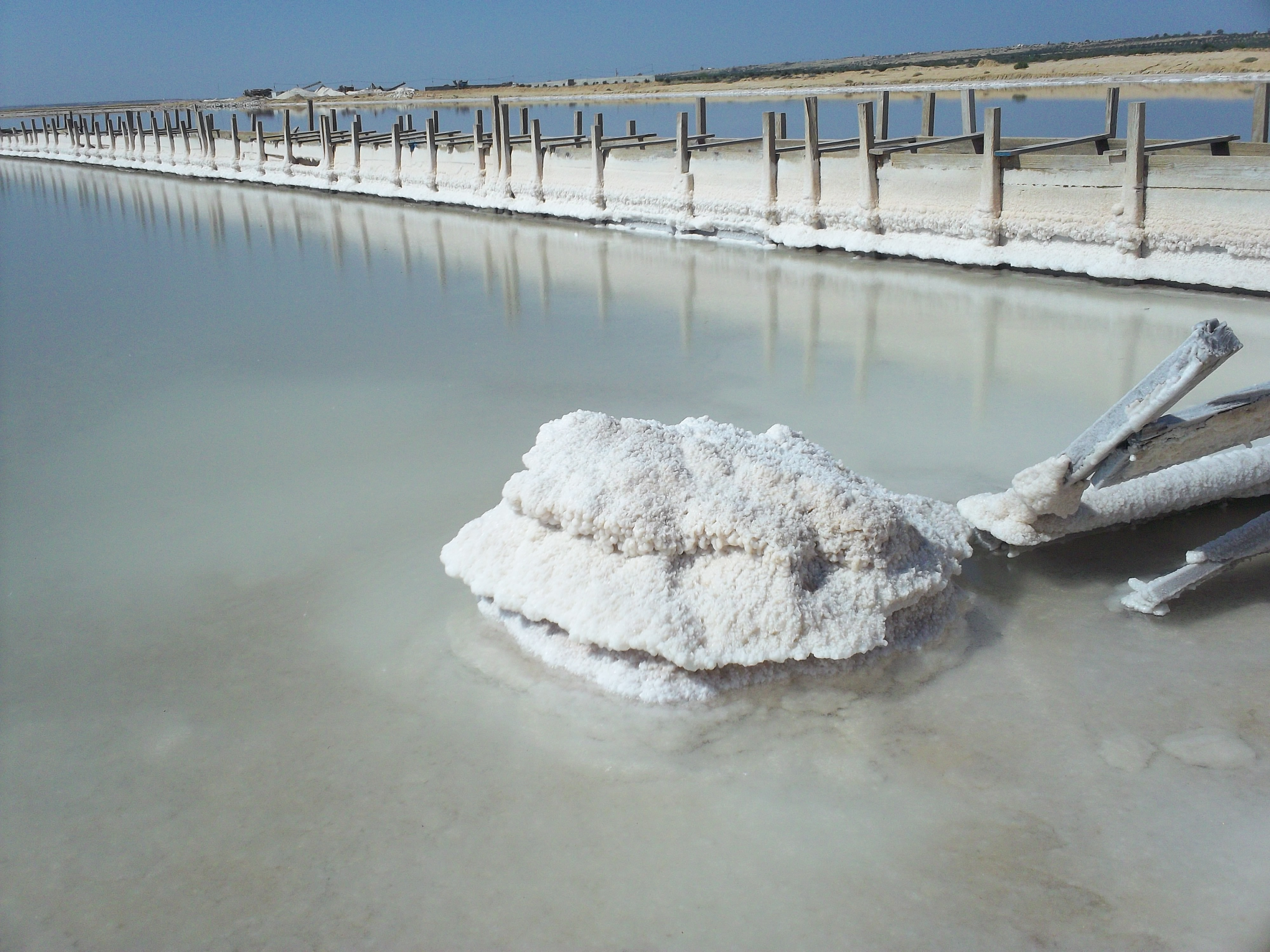